# Само главно јело
„Само главно јело” (енгл. One Coarse Meal) је 11. епизода из 7. сезоне америчке анимиране телевизијске серије Сунђер Боб Коцкалоне и 137. епизода уопште. Написали су је Кејси Александер, Зус Сервас и Мистер Лоренс, а режирао ју је Ендру Овертум. Прича прати господина Крабу који открива да се Планктон плаши китова и почиње да га прогони прерушен у своју ћерку Бисерку.
Премијерно је емитована 25. марта 2010. на Nickelodeon-у и наишла је на негативне реакције критичара.

## Радња
Господин Краба одмара у својој купки са новцем када осети мирис нечег запаљеног. Сунђер Боб му потом говори да осећа мирис Планктона са његовим новим експлозивом. Планктон затим упада у ресторан Код Кеба Крабе, где његова машина хвата Сунђер Боба и господина Крабу. Том приликом Бисерка улази у кухињу и плаши Планктона, који бежи у Кофу с помијама. Он говори Карен о свом страху од китова, а она му одговара да нема китова у Кофи с помијама. Затим, господин Краба, прерушен у Бисерку, плаши Планктона. Он улази у Кофу с помијама, где се појављује се господин Краба који му говори да жели месо планктона. Планктон потом бежи и има ноћне море у којима Бисерка једе и њега и његове рођаке.
Планктон излази на улицу, где чека да га прегази неки аутобус, али Сунђер Боб га одвраћа од тог наума и шапуће му о најгорем страху господина Крабе, након чега говори Планктону да га заправо прогони господин Краба прерушен у Бисерку. Планктон касније долази Код Кеба Крабе, где мучи господина Крабу пантомимичарем. Касније, Сунђер Боб плаши Планктона холографском пројекцијом китовима како би га спречио да украде рецепт за Кеба пљеску, а потом ослобађа господина Крабу.

## Гласовне улоге
| Улога                | Глумац                 | Глумац (српска синхронизација) |
| -------------------- | ---------------------- | ------------------------------ |
| Сунђер Боб Коцкалоне | Том Кени               | Владислава Ђорђевић            |
| Господин Краба       | Кленси Браун Лори Ален | Владислава Ђорђевић            |
| Планктон             | Даглас Лоренс          | Димитрије Стојановић           |
| Бисерка              | Лори Ален              | Владислава Ђорђевић            |

## Пријем
Епизоду је током премијерног емитовања погледало 4,19 милиона гледалаца. Наишла је на изузетно негативне реакције критичара и обожавалаца, а многи је сматрају једном од најгорих епизода серије. На мети критика се нарочито истакли приказ господине Крабе као некога ко би узнемиравао Планктона до тере мере да би овај размишљао да почини самоубиство, мањак последица са којима се суочио, као и генерално мрачнији тон епизоде.